# Gasinstallation
Eine Gasinstallation oder Gasanlage umfasst die Rohrleitungen, Armaturen und Gasgeräte, die Transport und Nutzung von Gas in einem Gebäude ermöglichen.
Bei leicht brennbaren Gasen wie Erdgas, Propan oder Butan werden verschiedene Sicherheitsarmaturen wie Gasströmungswächter (GS), Thermische Absperreinrichtungen (TAE) und in Sonderfällen Rückschlagsicherung vorgesehen.
Auch die zugehörige Abgasanlage samt Kondensatablauf und Sicherstellung der Verbrennungsluftversorgung der Gasgeräte kann als Teil der Gasinstallation angesehen werden. Die Technische Regel für Gas-Installationen (TRGI) umfasst alle Installationen zwischen der Hauptabsperreinrichtung bis zur Abführung der Abgase ins Freie.
Von der Stadt- und Erdgasinstallation zu unterscheiden sind Flüssiggasinstallationen, die nicht in der TRGI, sondern in den Technische Regeln Flüssiggas (TRF) geregelt sind.
Insbesondere in Fahrzeugen mit geschlossener Kabine ist die Installation eines Gasmelders üblich.
Den Übergang vom öffentlichen Versorgungsnetz zur privaten Gasinstallation stellt die Hauptabsperreinrichtung (HAE) dar. Diese dient dazu die Gasversorgung eines oder mehrerer Häuser abzusperren. Der Gas-Netzbetreiber (NB) kann die Installation eines Druckreglers und gegebenenfalls weiterer Gasarmaturen am Übergabepunkt vorsehen. Der Netzbetreiber legt auch den Einbauort der Gasmesseinrichtungen fest. Der Gaszähler selber wird entweder vom Netzbetreiber oder vom Messstellenbetreiber (MSB) gestellt.
Erfolgt die Gasversorgung nicht über eine Leitung, kann das Gas aus lokalen Quellen gewonnen werden:
- Druckbehältern
  - Gasflaschen, Kessel; mit oder ohne Flüssigphase; mit sehr unterschiedlichen Betriebsdrucken,
- (fast) drucklosen Behältern (etwa Tiefkalt-Kessel für verflüssigte Luftgase; Auffangblasen für teure Gase wie Helium; Kolbenspritzen und Kunststoffbeutel im Labormaßstab); Gasometer
- Gaserzeugern
  - (historisch:) Acetylen aus Karbid und Wasser
  - Elektrolyse
  - Biogasanlage
  - Kippscher Apparat
- Geologische Quellen
  - Verrohrte Bohrung zu einem Erdgaslager oder zu einer ausgasenden abgedeckten Mülldeponie

## Brenngasinstallation in Gebäuden (Deutschland)

### Hausanschluss
Für Hausanschlüsse gelten die DVGW-Arbeitsblätter G 459/I „Gas-Hausanschlüsse“ und G 459/II „Gas-Druckregelung mit Eingangsdrücken bis 5 bar für Gas-Installationen“.
Der Netzbetreiber kann vorsehen, dass für den Netzanschluss ein abschließbarer Hausanschlussraum nach DIN 18012 (Mehrsparten-Hausanschluss) zur Verfügung steht. Manchmal wird dies auch nur für Mehrfamilienhäuser gefordert. In manchen Fällen kann alternativ ein Übergabeschrank vorgesehen werden.

### Leitungsmaterial
Innerhalb von Gebäuden:
- Stahlrohre mit Verbindungsstücken nach DIN EN 1092-1, -2 (Flansche), 10242(/A1/A2) (Temperguss-Gewindefittings), 10253-1 (Formstücke zum Schweißen), 10241 (Stahlfittings mit Gewinde) oder DIN 3387-1 (lösbare Verbindungen) oder G 5614 B1 (Pressverbinder; nur für Gewinde- und Siederohr)
  - verzinktes mittelschweres und schweres Gewinderohr nach DIN EN 10255
  - nahtloses und geschweißtes Siederohr nach DIN EN 10216-1 und 10217-1
  - Stahlrohre für Rohrleitungstransportsysteme in der Erdöl- und Erdgasindustrie nach DIN EN ISO 3183[6]
- Präzisionsstahlrohr (C-Stahl oder Edelstahl) nahtlos kaltgezogen nach DIN EN 10305-1, geschweißt kaltgezogen nach DIN EN 10305-2 und geschweißt maßgewalzt nach DIN EN 10305-3 mit lösbaren Rohrverbindungen / Glattrohrverbindungen nach DIN 3387-1 und lösbare Rohrverbindungen / Bördelrohrverbindungen nach DIN 3387-2
- Rohre aus nichtrostendem Stahl nach DVGW GW 541 (A) mit Pressverbindern nach DVGW 5614 (P)
- nahtloses Kupferrohr nach DIN EN 1057, auch innenverzinnt nach DVGW GW 392 (A) mit Form- und Verbindungsstücken nach DVGW GW 2 (A), Pressverbindern nach DVGW G 5614 (P), lösbare Rohrverbindungen (ausgenommen Schneidringverschraubungen) nach DIN 3387-1 und Flansche nach DIN EN 1092-3
- Mehrschichtverbundrohr darf bis zu einem Druck von 100 hPa verwendet werden.

### Verlegung der Schlauch- oder Rohrleitungen
Gasleitungen können freiliegend sowie in Schächten oder Kanälen verlegt werden. Bis zu einem Druck von 100 hPa ist auch die Verlegung unter Putz möglich, sofern der Korrosionsschutz gewährleistet ist.
Bei metallenen Rohren müssen die tragenden Teile der Rohrhalterungen aus nichtbrennbarem Material bestehen. Bei hartgelöteten Kupferrohren gilt dies auch für die verwendeten Dübel. Da Mehrschichtverbundrohr ohnehin nicht beständig gegenüber höheren Temperaturen (HTB) ist, wird der Schutz vor der Bildung explosionsfähiger Gas-Luft-Gemische in diesem Fall durch die Verwendung von Thermischen Absperreinrichtungen (TAE) gewährleistet.
Durchgängig ohne Rohrverbindungen verlegte Gasleitungen (z. B. aus Wellrohr oder Mehrschichtverbundrohr) dürfen in Hohlräumen wie Schächten, Kanälen, abgehängten Decken oder Trockenbauwänden verlaufen. Bei Mehrschichtverbundrohr gilt dies nur, sofern keine Brandabschnitte überschritten werden. Die Einbindung von Geräteanschlüssen oder Gassteckdosen ist möglich.
Gasleitungen mit Rohrverbindungen dürfen in Hohlräume verlegt werden, die entweder durch Be- und Entlüftungsöffnungen mit einem freien Querschnitt von jeweils mindestens 10 cm² belüftet oder mit einem "geeigneten Füllmaterial formbeständig und dicht" ausgefüllt werden, so dass es zu keiner Gasansammlung kommen kann. Alternativ kann die Leitung in einem korrosionsbeständigen Mantelrohr verlegt werden, dass wenigstens an einem Ende offen ist.
Gasleitungen dürfen nicht in Aufzugs- oder Lüftungsschächten, Lüftungsleitungen, Müllabwurfanlagen und Schornsteinen verlaufen oder in Schornsteinwangen eingelassen werden, sofern diese noch als solche verwendet werden oder die Inbetriebnahme jederzeit wieder möglich ist.
Gasleitungen dürfen in Rettungswegen von Gebäuden bis Gebäudeklasse 2 verlegt werden. Ab Gebäudeklasse 3 müssen sie in Rettungswegen aus nichtbrennbaren Baustoffen bestehen. Brennbare Beschichtungen bis 0,5 mm Dicke sind zulässig.
Installationskanäle und -schächte müssen in diesen Rettungswegen nach DIN 4102-4 durchgängig mindestens feuerhemmend (F-30) ausgebildet werden und aus nichtbrennbaren Baustoffen bestehen. In notwendigen Treppenhäusern und daran anschließenden Räumen auf dem Weg ins Freie müssen Installationskanäle und -schächte gegebenenfalls feuerbeständig (F-90) ausgebildet werden; notwendige Be- und Entlüftungsöffnungen dürfen hier nicht angeordnet werden. Leitungen dürfen alternativ hohlraumfrei unter Putz mit einer Überdeckung von wenigstens 15 mm Stärke auf nichtbrennbarem Putzträger oder vergleichbarem Schutz verlegt werden. Unter Putz sind brennbare Rohrbeschichtungen bis 2 mm Stärke zulässig.
In notwendigen Fluren darf die Leitung auch frei verlegt werden.
In Sicherheitstreppenräumen und deren Ausgängen dürfen grundsätzlich keine Gasleitungen verlegt werden.
Sofern Gasleitungen Bewegungsfugen durchqueren, sind sie in korrosionsbeständigen Schutzrohren aus Stahl zu verlegen oder es sind andere Maßnahmen zu treffen, um die Einleitung von Bewegungsspannungen in die Rohrleitung zu verhindern. Bei Anforderungen an den Feuerwiderstand wird der Spalt zum Schutzrohr beidseitig mindestens 40 mm tief mit hochtemperaturbeständiger Mineralwolle oder aufschäumendem Material gefüllt. Bei Verbundrohr muss stattdessen ein Brandschott oder ein feuerbeständiger Installationskanal verwendet werden.
Mehrschichtverbundrohr kann in Aussparungen in der Rohdecke oder in Ausgleichsschichten für Trittschalldämmung oder Estrich verlegt werden, jedoch nicht im Estrich selber. Ab Gebäudeklasse 3 darf frei oder verdeckt liegendes Mehrschichtverbundrohr nicht in Rettungswegen (notwendigen Treppenräumen und Fluren) installiert werden.
In Gebäuden ab Gebäudeklasse 3 müssen Leitungen aus Verbundrohr, die Wände und Decken mit Anforderungen an die Feuerwiderstandsfähigkeit durchdringen, mit zugelassenen Abschottungen versehen werden oder in einem feuerbeständigen Installationskanal bzw. -schacht verlaufen. Bei metallenen Leitungen bis 160 mm Durchmesser genügt eine durchgängige Ummantelung aus hochtemperaturbeständiger Mineralwolle, sofern die Durchführung rauchgasdicht verschlossen wird.
In allen Fällen sind die Brandschutzbestimmungen in der Bauordnung und die Leitungsanlagen-Richtlinie zu beachten.
Ungenutzte Leitungsenden oder -auslässe sollten vermieden werden. Sofern sich Verschraubungen sowie verschraubte Kappen oder Stopfen nicht vermeiden lassen, sind diese beispielsweise mit Gewindedichtklebstoff gegen unbefugtes Öffnen zu sichern.

### Begriffe und Definitionen
- VIU - Vertragsinstallationsunternehmen
- GVU - Gasversorgungsunternehmen, der Begriff wird in Richtlinien auch gleichbedeutend mit Gasnetzbetreiber verwendet
- NB - Netzbetreiber, Gasnetzbetreiber oder Verteilnetzbetreiber

- Gashausanschluss (Netzanschluss) - stellt die Verbindung der Gasinstallation (Kundenanlage) zu den Versorgungsleitungen des Verteilnetzes (Ortsnetz) her, die Netzanschlußleitung (NAL, teilweise auch Hausanschlußleitung - HAL) reicht dabei vom Abzweig außerhalb des Grundstücks bis zur Gas-Hauptabsperreinrichtung (HAE) und gehört einschließlich des Gasdruckreglers zu den Betriebsanlagen des Netzbetreibers.[16]
- Gasinstallation - umfasst die gesamte Anlage ab der Hauptabsperreinrichtung bis zur Abführung der Abgase ins Freie. Bestandteile sind die Leitungsanlage, die Gasgeräte, die Verbrennungsluftversorgung und gegebenenfalls vorhandene Abgasanlagen.
- Einzelzuleitung - gibt es nur bei Gasinstallationen mit einem einzigen Gasgerät. Die führt dann von der Hauptabsperreinrichtung (HAE) bis zur Geräteanschlussarmatur.
- Verteilungsleitung - gibt es nur bei Leitungsanlagen mit mehreren Gaszählern. Sie führt von der HAE zu den Gaszählern.
- Verbrauchsleitung - gibt es nur in Leitungsteilen mit mehreren Abzweigleitungen. Sie verbindet die Verteilungsleitung mit den Abzweigleitungen. Gibt es keine Verteilungsleitung, so beginnt sie am HAE. Zu Anfang der Verbrauchsleitung befindet sich ein Gaszähler, in der Regel mit vorgeschaltetem Gasströmungswächter (GS).
- Abzweigleitung - führt zur Geräteanschlussarmatur eines einzigen Gasgeräts und zweigt von der Verbrauchsleitung ab. Der Begriff Einzelzuleitung wird oft mit Abzweigleitung gleichgesetzt. Die TRGI 2018 verwendet den Begriff Einzelzuleitung jedoch speziell nur für Gasinstallationen mit insgesamt nur einem einzigen Gasgerät (bei welchen zur Auslegung das Diagrammverfahren angewandt werden kann).
- Steigleitung - führt senkrecht von Geschoss zu Geschoss.
- Geräteanschlussleitung - führt von der Geräteanschlussarmatur zum Gerät. Sie versorgt ausschließlich ein einziges Gasgerät.
  - Ein fester Anschluss - kann nur mit Werkzeug gelöst werden.
  - Ein lösbarer Anschluss - besteht aus einer manuell lösbaren Gasschlauchleitung.[17]

Nennbelastung {\displaystyle {\dot {Q}}_{NB}} 
Die Nennbelastung ist dem Typenschild des jeweiligen Gasgeräts zu entnehmen. Bei einem mehrflammigen Gasherd wird die Summe der Nennbelastungen der einzelnen Brennstellen ausnahmsweise um 10 % reduziert, da in der Regel nicht alle Brennstellen gemeinsam genutzt werden. Die Nennbelastung von 4-flammigen Gasherden, Wok-Brennern, Reiskochern, Tischgrillgeräten und Wäschetrocknern kann pauschal mit 9 kW angenommen werden. Die Nennbelastung von Gaskaminöfen, Gasgrillgeräten, Terrassenstrahlern und Gaslaternen kann mit 13 kW angenommen werden. Die Annahmen gelten für Geräte, die an eine Gassteckdose angeschlossen werden.
Größte Nennbelastung {\displaystyle {\dot {Q}}_{NB,max}}, die größte der angeschlossenen Nennbelastungen
Die Nennbelastung des Gasgeräts mit der größten Nennbelastung von allen am betrachteten Bereich angeschlossenen Gasgeräten.
Summenbelastung {\displaystyle {\dot {Q}}_{SB}}, die Summe der angeschlossenen Nennbelastungen
Zur Ermittlung der Summenbelastung wird die jeweilige Nennbelastung aller am betrachteten Bereich angeschlossenen Gasgeräte addiert.
Spitzenbelastung {\displaystyle {\dot {Q}}}, die abgeminderte Summenbelastung
Die Spitzenbelastung ist die größte im gewöhnlichen Betrieb anzunehmende Belastung der Gasinstallation an einem bestimmten Punkt.
Zur Ermittlung der Spitzenbelastung wird die größte Nennbelastung vollständig berücksichtigt, während die Nennbelastung aller anderen Gasgeräte um die Hälfte abgemindert wird. Die so reduzierten Werte und die größte Nennbelastung werden aufaddiert.
Die Spitzenbelastung hat den gleichen Betrag wie die Summenbelastung, wenn nur ein einziges Gerät betrieben wird.
Wenn bestimmte Geräte über längere Zeiträume parallel betrieben werden müssen, etwa um einen Spitzenbedarf zu decken, dann wird die Nennbelastung dieser Geräte nicht halbiert.
Ansonsten wird davon ausgegangen, dass gewöhnlich nicht alle angeschlossenen Geräte gleichzeitig mit maximaler Belastung arbeiten, so dass die Summe der Nennbelastungen zur Auslegung der Leitungsanlage abgemindert werden kann.

### Armaturen

#### Abkürzungen und Kennwerte
- GS - Gasströmungswächter, der Druckverlust der Nenngrößen GS 2,5, GS 4, GS 6, GS 10 und GS 16 wird in der Tabelle L.1 in der TRGI aufgeführt
- G - Gaszähler oder ZG - Zählergruppe, in Wohngebäuden meist Balgengaszähler, deren Druckverluste in der Tabelle L.2 der TRGI in den Nenngrößen G2,5, G4, G6, G10, G25, G40 und G65 angegeben sind
- GA - Geräteanschlußarmatur in Eckform (E) oder Durchgangsform (D), der Druckverlust der Nenngrößen DN12, DN15, DN20, DN25, DN32, DN40 und DN50 wird in der Tabelle L.3 in der TRGI aufgeführt
  - GSD - Gassteckdose, eine Geräteanschlußarmatur, die im Haushalt gewöhnlich in der Nenngröße DN12 verwendet wird
- AE - Absperreinrichtung in Eckform (E) oder Durchgangsform (D), der Druckverlust der Nenngrößen DN15, DN20, DN25, DN32, DN40 und DN50 wird in der Tabelle L.4 in der TRGI aufgeführt
  - TAE - Thermische Absperreinrichtung, heute in den meisten Gaszähler- und Geräteanschlußarmaturen enthalten; der Druckverlust separater TAEs entspricht den Werten für Absperreinrichtungen in Durchgangsform, die für die Nenngrößen DN15, DN20, DN25, DN32, DN40 und DN50 in der Tabelle L.3 Durchgangsform (D) in der TRGI aufgeführt werden
  - HAE - Hauptabsperreinrichtung, Teil des Hausanschlusses, gehört dem Netzbetreiber
- GR (oder GDR) - Gasdruckregler, mit oder ohne Gasmangelsicherung (GMS), wird in der Regel vom Netzbetreiber bei Inbetriebsetzung der Gasinstallation anstelle des Passstücks eingebaut

#### Hauptabsperreinrichtung (HAE)
Die Hauptabsperreinrichtung (HAE) ist der Endpunkt der Netzanschlussleitung des Gasnetzbetreibers. Sie muss leicht zugänglich sein. Eine verschlossene Tür steht der leichten Zugänglichkeit nicht entgegen, da die Feuerwehr stets Ausrüstung zum schnellen Öffnen von Türen mit sich führt. Den Hausbewohnern soll der Schlüssel zugänglich sein.

Die Position der Hauptabsperreinrichtung ist im Gebäude zu kennzeichnen, wenn dies aufgrund von Größe oder Nutzung des Gebäudes zum Auffinden erforderlich ist. Sofern die Versorgung aus einem anderen Gebäude geschieht oder weitere Gebäude versorgt werden, ist auf einem Schild nahe der Absperreinrichtung darauf hinzuweisen.

#### Abfolge der Armaturen
Gasfilter sollen nur vor dem Gas-Druckregler oder nach den Geräteanschlussverschraubungen installiert werden (wohl um die Druckverluste berechenbar zu machen und die Bemessung der Anlage zu vereinfachen).
Gasströmungswächter werden typischerweise vor jedem Gaszähler oder (nach entsprechender Auslegung und Berechnung) stattdessen hinter dem HAE, oder an beiden Positionen installiert.
Thermisch auslösende Absperreinrichtungen werden in der Regel vor jeder Gaszähler- und Gasgeräte-Anschlussarmatur vorgesehen oder sind in diesen integriert.

### Gaszähler
Gaszähler müssen leicht zugänglich an einem trockenen Ort installiert werden, der gemäß der Niederdruckanschlussverordnung (NDAV) zusammen mit der Art des Zählerplatzes vom Netzbetreiber (NB) bestimmt wird. Ab Gebäudeklasse 3 dürfen Gaszähler nicht in notwendigen Treppenräumen oder deren Ausgängen ins Freie montiert werden. In Fluren, die als Rettungsweg dienen, dürfen Gaszähler kein Hindernis darstellen. Der Aufstellraum muss mindestens über eine obere und untere Öffnung mit jeweils 5 cm² freiem Querschnitt belüftet werden. Vor dem Gaszähler ist eine Absperreinrichtung vorzusehen. Anschlussstutzen von ausgebauten Gaszählern sind allseitig zu verschließen.
In der Regel wird vor jedem Gaszähler ein nach der Belastung des Leitungsabschnitts ausgewählter Gasströmungswächter (GS) montiert. Dieser kann entfallen, wenn ein Nachweis entsprechend "direkten Abgleichs GS" nach der TRGI 2018 geführt wird, der ergibt, dass der beim HAE montierte GS auch bei einer Rohrleckage im Leitungsstrang hinter dem Zähler auslöst.

### Bemessung der Leitungsanlage nach der TRGI 2018
Die TRGI enthält Tabellen und Diagramme zur einfachen Bemessung von Gasleitungen aus Stahl- oder Kupferrohr. Für Verbundrohr und spezielle Armaturen sind die Tabellen und Diagramme der Hersteller zu verwenden.
Es wird von einem Druck am Hausanschluss bzw. hinter dem Druckregler in Höhe von 23 Hektopascal (hPA) bzw. Millibar ausgegangen. An jedem Gasgerät sollen mindestens 20 Millibar zur Verfügung stehen. Die Differenz in Höhe von 3 Millibar entspricht mit 300 Pa dem Druckverlust innerhalb des Gas-Verteilnetzes im Gebäude, der bei der Auslegung der Leitungsanlage nicht überschritten werden darf. (Teilweise wird empfohlen, dass davon nicht mehr als 160 Pa auf die Rohrleitungen entfallen.)
Moderne Gas-Brennwertkessel können oft mit einem Anschlussdruck (Fließdruck) von 17,4 bis 25 Millibar betrieben werden.
Neben Leitungslänge und Durchmesser werden die Druckverluste von Bögen, abzweigenden T-Stücken ("Stromtrennung") und Armaturen berücksichtigt. Bei metallenen Leitungen werden die Druckverluste von gebogenen Rohrstücken, Verbindungsmuffen, Reduzierungen, Etagenbögen sowie von T-Stücken im Durchgang vernachlässigt. Bei Kunststoffleitungen müssen die Angaben des Herstellers zum Druckverlust von Verbindungsmuffen und T-Stücken auch in Durchgangsrichtung berücksichtigt werden.
Das Diagrammverfahren nach der TRGI 2018 kann nur bei Leitungsanlagen angewandt werden, die neben dem Zähler lediglich ein einziges Gasgerät enthalten.
Leitungsanlagen mit mehr als einem Gerät sind nach dem Tabellenverfahren zu bemessen. Kompliziertere Anlagen sowie Sonderfälle (z. B. Anlagen mit Unterzählern) können bei Verwendung eines Softwareprogramms nach DVGW-Arbeitsblatt G 617 „Berechnungsgrundlage zur Dimensionierung der Leitungsanlage von Gasinstallationen“ zur Berechnung oft günstiger ausgelegt werden.
Weitere Angaben zum Bemessungsverfahren finden sich in dem DVWG Arbeitsblatt G 616 „Ermittlung von Zeta-Werten für Formteile und Verbindungsstücke in Rohrleitungen der Gas-Inneninstallation“.

#### Diagrammverfahren
Das '‘Diagrammverfahren’’ ist lediglich zur Bemessung der maximalen Länge von Einzelzuleitungen geeignet, die zudem durchgängig aus einem Rohrwerkstoff bestehen. Hierbei wird ein maximaler Druckverlust von 300 Pa ebenso vorgegeben, wie die Nenngröße von Gasströmungswächter, Gaszähler und Geräteanschlussarmatur. Der Gaszähler wird mit höchstens 80 % seines vorgesehenen höchsten Durchflusses belastet. Die Diagramme sehen die Verwendung von Kupfer-, Edelstahl-, mittelschwerem Gewinde- oder Wellrohr und eine Höchstbelastung von 110 kW vor. In der TRGI von 2008 war u. a. ein "beispielhaftes Bemessungs-Diagramm" für PE-X-Rohr enthalten. Diese Diagramme werden ansonsten vom Hersteller des Rohrsystems zur Verfügung gestellt.
Beim Diagrammverfahren wird davon ausgegangen, dass vom Hausanschluss insgesamt nur ein einziges Gasgerät versorgt wird, häufig ein Gas-Heizkessel. Zu ermitteln ist zunächst die Länge der Rohrleitung zwischen der Hauptabsperreinrichtung (HEA) und dem Gasgerät, sowie die Anzahl der 90°-Winkel im Leitungsverlauf. Für jeden 90°-Winkel in Rohrleitungen bis Nennweite DN 28 wird auf die tatsächliche Leitungslänge 30 cm aufgeschlagen; bei DN 32 werden 50 cm und bei DN 40 werden 70 cm aufgerechnet. (Zu 45°-Winkeln wird keine Aussage getroffen. Gelegentlich wird vorgeschlagen, für 45°-Winkel den halben Wert aufzuschlagen.) Sollte nach dem Gaszähler eine zusätzliche Absperreinrichtung in Eckform vorgesehen werden, so sind hierfür 3 m auf die Leitungslänge aufzuschlagen. Alle weiteren Winkel und Bögen am Gaszähler sowie innerhalb des Gasgeräts wurden pauschal bei der Aufstellung der Diagramme berücksichtigt.) Mit der auf diese Weise aufsummierten Leitungslänge (der "Berechnungslänge") in Metern und der Nennbelastung des Gasgeräts kann anhand der Diagramme die maximale Leitungslänge abhängig vom Nenndurchmesser der Rohrleitung ermittelt werden. Je nach Nenndurchmesser des Gaszähler und des Gasströmungswächters, sowie abhängig von Art und Nenndurchmesser der Absperreinrichtung am Gasgerät (entweder Eckform (E), Durchgangsform (D)) oder alternativ bei Verwendung einer Sicherheits-Gassteckdose (GSD) ist jeweils eine andere Kurve auf dem Diagramm zu wählen. Bei Verwendung von Gasströmungswächtern des Typs M (GS M) ist die Begrenzung der Leitungslänge durch kurze waagerechten Linien auf dem Diagramm zu beachten. Oberhalb dieser Linien wäre ein Strömungswächter des Typs K zu verwenden. Der Druckgewinn in ansteigenden Leitungen wird beim Diagrammverfahren nicht berücksichtigt.

#### Tabellenverfahren
Rohrsysteme mit Abzweigungen, mit mehr als einem Anschluss, mit reduzierten Rohrdurchmessern im Leitungsverlauf oder aus verschiedenen Rohrwerkstoffen sind nach dem '‘Tabellenverfahren’’ zu bemessen. Hierbei kann in Abstimmung mit dem Netzbetreiber auch ein anderer Gesamt-Druckverlust als 300 Pa vorgesehen werden.
Der Leitungsverlauf soll zunächst isometrisch aufgezeichnet werden, um die Anzahl der Bögen und die Leitungslängen zu ermitteln und die jeweiligen Nennbelastungen sowie Druckverluste und -gewinne entlang des Leitungsverlaufs antragen zu können. In der TRGI sind die dabei zu verwendenden Symbole und Kurzzeichen enthalten.
Die TRGI enthält Tabellen zur Auswahl der Nennweite und Ermittlung des Druckverlusts von dünnwandigen Rohren aus Kupfer und Edelstahl sowie (Edelstahl-)Wellrohr, Gewinderohr der mittleren und schweren Reihe und PE-Rohr SDR 11 sowie von Fittingen und Formstücken als Bogen und T-Stück, Gasströmungswächtern, Geräteanschlussarmaturen, sonstigen Absperreinrichtungen, TAE und Gaszählern. 

Bis zu drei zur Montage des Gaszählers nötige 90°-Bögen sowie dessen eingangsseitige Absperrarmatur sind pauschal in den Druckverlust-Tabellen enthalten. 

Andere Rohrwerkstoffe, Formteile und Bauteile wie Filter und Magnetventile sind nach den Angaben der Hersteller auszulegen, die entweder Formteilzuschläge oder Druckverluste nach DVGW-Arbeitsblatt G 617 angeben müssen.
Zur Vereinfachung der Auslegung von komplexen Rohrsystemen werden verschiedene kostenlose und kostenpflichtige Berechnungsprogramme angeboten.

#### Allgemeine Empfehlungen zur Auslegung der Anlage
Gasherde können überschlägig mit einer Nennbelastung von 9 kW und Gaskaminöfen, Gasgrills, Terrassenstrahler und Gaslaternen mit 13 kW angenommen werden. Gas-Durchlaufwasserheizer werden oft mit 23 kW angenommen.
Die Nennweite der Hausanschlussleitung bis zum Gas-Druckregelgerät kann bei einer Belastung bis 200 kW mit DN 25 und bis 500 kW mit DN 32 vorgesehen werden.
Ab dem Hausanschluss sollte der Leitungsdurchmesser in Fließrichtung nicht größer werden. 

Geräteanschlussarmaturen sollen generell die gleiche oder die nächstkleinere Nennweite der Zuleitung haben. In letzterem Fall ist bei Überschreitung des Gesamtdruckverlusts von 300 Pa zunächst eine größere Anschlussarmatur zu wählen. Zu beachten sind bei der Auswahl auch die Mindestnennweite nach Tabelle L.0 und der Druckverlust nach Tabelle L.3.

Wenn sich bei der Auslegung herausstellt, dass der Gesamt-Druckverlust 300 Pa überschreitet, sollte das Rohrstück mit dem größten Rohrdruckgefälle R zuerst vergrößert werden. 

Zur Erstauswahl wird ein Rohrdurchmesser gewählt, der in Abhängigkeit von der Spitzenbelastung Q ein Rohrdruckgefälle von weniger als 10 Pa/m ergibt. 

Da Erdgas leichter ist als Luft, ergibt sich bei Höhenunterschieden im Leitungssystem ein Druckgewinn. 

Sofern Steigleitungen so ausgewählt werden, dass das Rohrdruckgefälle R unterhalb von 5 Pa pro Meter bleibt, kann die Leitungslänge unberücksichtigt bleiben, da der Druckverlust im Rohr durch den Druckgewinn aufgrund der Höhendifferenz ausgeglichen wird. An allen Anschlüssen der Steigleitung liegt dann der (ungefähr) gleiche Eingangsdruck vor und Leitungslängen und Druckverluste müssen nicht gesondert berechnet werden. Der Druckverlust der Verteilungsleitungen bis zu den Steigleitungen ist hingegen zu ermitteln und darf 70 Pa nicht überschreiten.

## Bestandsschutz
Die Anpassung einer Gasanlage an die aktuellen Richtlinien ist bei "wesentlichen Änderungen" der Anlage erforderlich.
Dazu gehören weder Wartungsarbeiten noch Prüfungen, Wechsel des Gaszählers oder Austausch eines Gasgeräts. Wenn das neue Gasgerät jedoch an einem anderen Ort installiert wird und eine Änderung der Leitungsführung nötig wird, erlischt der Bestandsschutz und der Einbau von Gas-Strömungswächtern und thermischen Absperreinrichtungen kann erforderlich werden.

## Richtlinien
Bei der Gasinstallation sind gegebenenfalls zu beachten:
- Landesbauordnung
- Feuerungsverordnung (FeuVO)
- Niederdruckanschlussverordnung sowie Technische Anschlussbedingungen (TAB) der Gasversorgungsunternehmen (GVU)
- Unfallverhütungsvorschriften der Berufsgenossenschaft
- Arbeits-, Merk- und Hinweisblätter der Deutschen Vereinigung des Gas- und Wasserfaches e. V.:
- Bei Gasinstallation in Gebäuden: Arbeitsblatt G 600 (A), Technische Regeln für Gas-Installationen (TRGI) des DVGW in seiner aktuellen Ausgabe vom September 2018.
- DVGW Hinweis G 618 "Messverfahren zur Bestimmung des Volumenstroms für Bauteile in der Gasinstallation"
- DVGW Arbeitsblatt G 624 "Nachträgliches Abdichten der Gasleitungen von Gasinstallationen" - (Teile wurden in die TRGI 2018 integriert)
- DVGW Arbeitsblatt G 670 "Aufstellung von Gasfeuerstätten in Räumen und Wohnungen oder ähnliche Nutzungseinheiten mit mechanischen Entlüftungseinrichtungen" - (Teile wurden in die TRGI 2018 integriert)
- Muster-Richtlinie über brandschutztechnische Anforderungen an Leitungsanlagen (MLAR)[38] - enthält u. a. Bild-Beispiele zur Herstellung Brandschutz-Abschottungen für Gasleitungen. Die erste Fassung von 1988 wurde noch als "MRbAaLeit" abgekürzt.[39]